# .tg
.tg este un domeniu de internet de nivel superior, pentru Togo (ccTLD).